# Hendricus Thijsen
Hendricus Josephus Francicus Thijsen (* 30. Juli 1881 in Amsterdam; † 10. Oktober 1946 in Johannesburg, Südafrikanische Union) war ein niederländischer Kunstturner.

## Karriere
Thijsen begann seine Karriere auf internationaler Ebene im Jahr 1903 bei den Weltmeisterschaften in Antwerpen. Hier errang er die Goldmedaille in der Disziplin Pauschenpferd. Bis zum Weltmeistertitel von Yuri van Gelder im Jahr 2005 blieb er der einzige niederländische Weltmeister im Geräteturnen. 1908 nahm er an den Olympischen Spielen in London teil. Hier erreichte er im Einzelmehrkampf Rang 83. Mit der Mannschaft wurde er Siebter. Im Jahr 1925 emigrierte er in die Südafrikanische Union.